# Around and Around
Around and Around ou Round and Round est une chanson de Chuck Berry parue en face B du single Johnny B. Goode en mars 1958. Elle a été reprise par de nombreux artistes.

## Reprises
- The Animals sur l'album The Animals (1964)
- The Rolling Stones sur l'EP Five by Five (1964)
- The Swingin' Blue Jeans sur l'album Blue Jeans a'Swinging (1964)
- David Bowie en face B du single Drive-In Saturday (1973)
- .38 Special sur l'album .38 Special (1977)
- Maureen Tucker sur l'album Playin' Possum (1982)
- Waysted sur l'album The Bad the Good the Waysted (1985)

Elle a été adaptée en français par Eddy Mitchell sous le titre Les Traîne-tard et les Rôdeurs sur son album de reprises Made in USA (1975).